# USS Wyoming (BB-32)
USS Wyoming (BB-32) var det första fartyget i sin klass av dreadnought-slagskepp och var det tredje fartyget i USA:s flotta som hette Wyoming, även om det bara var det andra som namngavs till ära för den 44:e delstaten. Wyoming kölsträcktes vid William Cramp & Sons i Philadelphia i februari 1910, sjösattes i maj 1911 och färdigställdes i september 1912. Hon var beväpnad med ett huvudbatteri med tolv 305 mm kanoner och kunde uppnå en toppfart på 20,5 kn (38,0 km/h).
Under första världskriget var hon en del av nionde slagskeppsdivisionen, som var knuten till den brittiska Grand Fleet som sjätte stridsskvadronen. Under kriget hade hon främst till uppgift att patrullera i Nordsjön och eskortera konvojer till Norge. Hon tjänstgjorde i både Atlant- och Stillahavsflottan under hela 1920-talet, och 1931–1932 omvandlades hon till ett skolfartyg i enlighet med villkoren i Londonfördraget från 1930.
Wyoming fungerade som ett skolfartyg under hela 1930-talet och i november 1941 blev hon ett skytteutbildningsskepp. Hon opererade främst i Chesapeake Bay-området, vilket gav henne smeknamnet "Chesapeake Raider". I denna egenskap utbildade hon omkring 35 000 kanonister för den enormt expanderade amerikanska flottan under andra världskriget. Hon fortsatte med denna uppgift fram till 1947, då hon togs ur tjänst den 1 augusti och därefter såldes för skrotning; hon bröts upp i New York med början i december 1947.

## Design
Wyoming var 171 m långt och hade en bredd på 28 m och ett djupgående på 9 m. Hon hade ett deplacement på 26 417 ton som konstruerad och upp till 27 680 ton vid full last. Fartyget drevs av Parsons ångturbiner med fyra axlar och tolv koleldade Babcock & Wilcox-pannor med en effekt på 28 000 shp (21 000 kW), vilket gav en toppfart på 20,5 knop (38,0 km/h). Fartyget hade en räckvidd på 8 000 nmi (15 000 km) vid en hastighet på 10 knop (19 km/h).
Fartyget var beväpnat med ett huvudbatteri med tolv 305 mm/50-kaliber Mark 7-kanoner i sex Mark 9-torn på mittlinjen, varav två var placerade i ett överfyrningspar framåt. De övriga fyra tornen var placerade akter om överbyggnaden i två överfyrande par. Det sekundära batteriet bestod av tjugoen 127 mm/51-kaliberkanoner monterade i kasematter längs skrovets sida. Huvudpansarbältet var 279 mm tjockt, medan kanontornen hade 305 mm tjocka sidor. Besiktningstornet hade 292 mm tjocka sidor.

### Modifieringar
1925 moderniserades Wyoming på Philadelphia Navy Yard. Hennes deplacement ökade avsevärt, till 26 484 t i standardutförande och 31 100 t vid full last. Hennes bredd breddades till 32 m, främst genom installation av ett torpedskydd, och djupgåendet ökade till 9 m. Hennes tolv koleldade pannor ersattes med fyra White-Forster oljeeldade pannor som var avsedda för de fartyg som avskaffades i enlighet med Washingtonfördraget; prestandan förblev densamma som de äldre pannorna. Fartygets däckspansar förstärktes genom tillägg av 89 mm pansar på andra däcket, plus 44 mm pansar på tredje däcket i fören och aktern. Däckspärren över motorerna och pannorna ökades med 19 mm respektive 32 mm. Fem av 127 mm kanonerna togs bort och åtta 76 mm/50 kaliber luftvärnskanoner installerades. Huvudmasten togs bort för att ge utrymme för en flygplanskatapult monterad på torn nummer 3 mittskepps.

## Tjänstgöring
Wyoming byggdes på William Cramp & Sons varv i Philadelphia den 9 februari 1910 och sjösattes den 25 maj 1911. Hon färdigställdes ett år och fyra månader senare, den 25 september 1912. Efter idrifttagningen slutfördes det sista utrustningsarbetet på New York Navy Yard under de följande tre månaderna. Hon fortsatte sedan att ansluta sig till resten av flottan vid Hampton Roads den 30 december, där hon blev flaggskepp för konteramiral Charles J. Badger, befälhavare för Atlantflottan. Wyoming lämnade Hampton Roads den 6 januari 1913 för Västindien. Hon besökte Panamakanalen, som höll på att bli klar, och deltog sedan i flottövningar utanför Kuba. Fartyget var tillbaka i hamn i Chesapeake Bay den 4 mars.

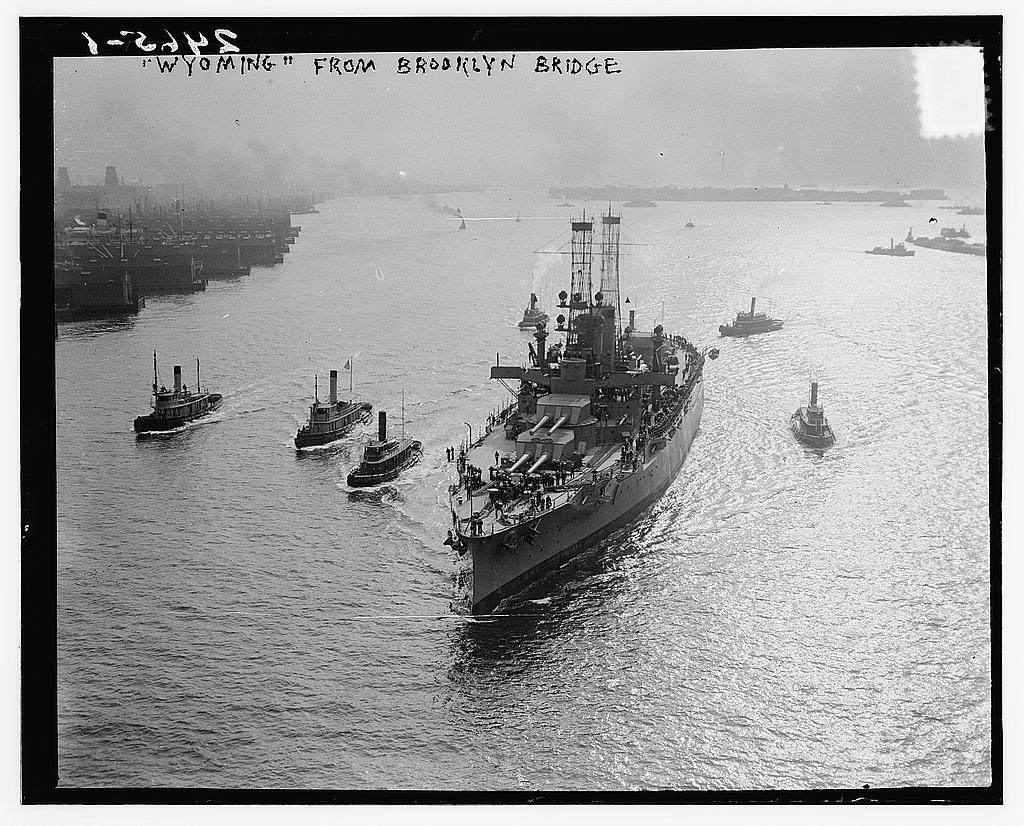
Wyoming färdas uppför East River 1912

Wyoming deltog sedan i skjutövningar utanför Virginia Capes och den 18 april gick Wyoming in i torrdockan vid New York Navy Yard för vissa reparationer, som pågick till den 7 maj. Hon anslöt sig till resten av flottan för manövrer utanför Block Island som pågick den 7–24 maj. Under manövern visade sig fartygets maskineri vara besvärligt, vilket krävde reparationer i Newport från 9–19 maj. I slutet av månaden befann hon sig i New Yorks hamn för att delta i ceremonierna för invigningen av monumentet för pansarkryssaren Maine, som hade förstörts i Havannas hamn den 15 februari 1898. Den 4 juni ångade Wyoming till Annapolis, där hon tog emot en besättning av kadetter från marinakademin för en sommarkryssning.
Efter att ha återvänt till Annapolis den 24–25 augusti deltog Wyoming i skytte- och torpedträning under de följande veckorna. Den 16 september återvände hon till New York för reparationer som pågick till den 2 oktober. Därefter genomförde hon sjötester med full kraft innan hon fortsatte till Virginia Capes, där hon deltog i ytterligare en omgång flottmanövrar. Därefter avgick hon den 26 oktober för en "goodwillkryssning" i Europa. Hon reste runt i Medelhavet med stopp i Valletta på Malta, Neapel och Villefranche i Frankrike. Hon lämnade Frankrike den 30 november och anlände till New York den 15 december. Där gick hon i docka vid New York Navy Yard för underhåll, som pågick fram till januari 1914. Den 6 januari lämnade Wyoming Hampton Roads, där hon tog emot kol som förberedelse för de årliga flottmanövrerna i Västindien.
Övningarna pågick från den 26 januari till den 15 mars och flottan var baserad på Guantánamobasen på Kuba. Wyoming och resten av flottan fortsatte sedan till Tangersundet för ytterligare träning, bland annat skytteövningar. Den 3 april lämnade Wyoming flottan för en översyn i New York som pågick till den 9 maj. Därefter återvände hon till Hampton Roads, där hon tog emot en kontingent trupper och transporterade dem till Veracruz, dit hon anlände den 18 maj. USA hade ingripit i den mexikanska revolutionen och ockuperat Veracruz för att skydda amerikanska medborgare där. Wyoming kryssade utanför Veracruz fram till hösten 1914, varefter hon återvände till Virginia Capes för övningar. Den 6 oktober gick hon in i New York för reparationer, som pågick till den 17 januari 1915.
Wyoming fortsatte sedan till Hampton Roads och sedan till Kuba, där hon anslöt sig till flottan för de årliga manövrerna utanför Kuba. Dessa pågick fram till april, då hon återvände till USA. Hon deltog i fler övningar utanför Block Island under de följande månaderna, och den 20 december återvände hon till New York för ytterligare en översyn. Den 6 januari 1916 kom hon ut ur torrdockan och fortsatte sedan till Karibien. Den 16 januari nådde hon Culebra, Puerto Rico och besökte sedan Port-au-Prince, Haiti den 27 januari. Hon återkom till Guantanamo dagen därpå och deltog i flottmanövrer fram till den 10 april, varefter hon återvände till New York. Ytterligare en omgång varvsarbete ägde rum från den 16 april till den 26 juni. Efter att ha återgått till tjänst deltog Wyoming i fler manövrar utanför Virginia Capes under resten av året. Hon lämnade New York den 9 januari 1917 för att delta i övningar utanför Kuba som pågick fram till mitten av mars. Hon lämnade Kuba den 27 mars och seglade utanför Yorktown i Virginia när USA förklarade krig mot Tyskland den 6 april och formellt gick in i första världskriget.

### Första världskriget

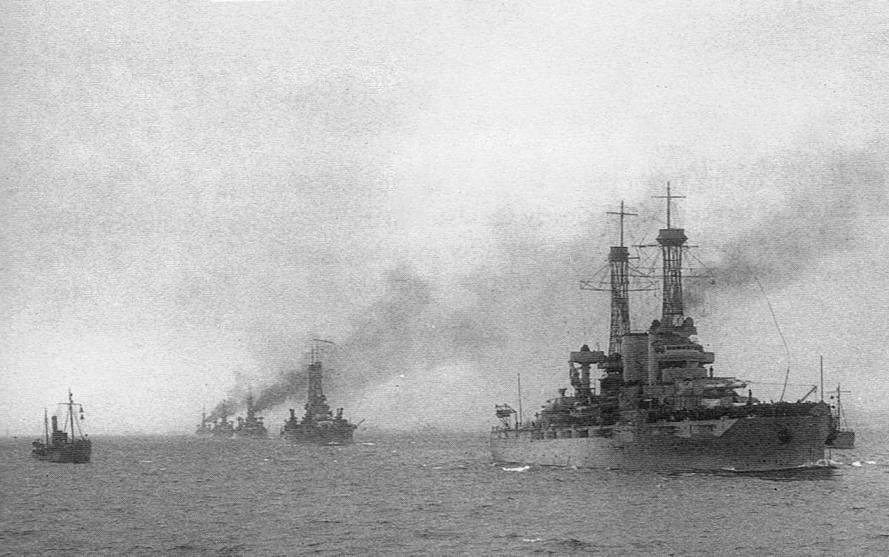
Den nionde slagskeppsdivisionen på väg in i Scapa Flow

Wyoming baserades i  Chesapeake Bay-området under de följande sju månaderna och utbildade maskinrumspersonal för den växande amerikanska flottan. Den 25 november lämnade nionde slagskeppsdivisionen, som vid den tidpunkten bestod av Wyoming, New York, Delaware och Florida, USA för Storbritannien. Divisionen skulle förstärka den brittiska Grand Fleet vid dess bas i Scapa Flow. De amerikanska fartygen nådde Scapa den 7 december, där de blev den sjätte stridsskvadronen i Grand Fleet. De amerikanska fartygen övade tillsammans med sina brittiska motsvarigheter från december 1917 till februari 1918.
Den 6 februari genomförde Wyoming och de andra amerikanska slagskeppen sin första operation under kriget, att eskortera en konvoj till Stavanger i Norge tillsammans med åtta brittiska jagare. Den 7 februari trodde utkiken på flera fartyg, däribland Wyoming, att de såg tyska ubåtar som attackerade fartygen med torpeder, men det visade sig vara felaktiga rapporter. Konvojen nådde Norge två dagar senare, och återresan till Scapa Flow tog ytterligare två dagar. Wyoming patrullerade i Nordsjön under de kommande månaderna och höll utkik efter ett utfall av den tyska högsjöflottan. Den 30 juni skyddade Wyoming och resten av skvadronen en minröjningsoperation i Nordsjön som pågick fram till den 2 juli. Under operationen rapporterade nervösa besättningsmän återigen felaktigt om iakttagelser av ubåtar, och Wyoming öppnade eld mot de förmodade målen. På återresan anslöt sig sjätte stridsskvadronen till konvoj HZ40, som var på väg tillbaka från Norge.
Den 14 oktober kolliderade New York med en ubåt och sänkte den. Kollisionen skadade dock hennes propellrar, vilket tvingade Rodman att flytta sin flagga från New York till Wyoming medan den förstnämnda låg i docka för reparation. Den 21 november, efter att vapenstilleståndet med Tyskland avslutat kriget, mötte Wyoming och en allierad flotta på cirka 370 krigsfartyg högsjöflottan i Nordsjön och eskorterade den till internering i Scapa Flow. Den 12 december lämnade Wyoming, som nu var konteramiral William Sims, den nye chefen för nionde slagskeppsdivisionen, flaggskepp, Storbritannien för Frankrike. Där mötte hon utanför Brest i Frankrike upp med oceanångaren George Washington, som förde president Woodrow Wilson till fredsförhandlingarna i Paris. Wyoming återvände sedan till Storbritannien två dagar senare innan hon avgick till USA och anlände till New York den 25 december. Hon stannade där under det nya året och den 18 januari 1919 blev hon flaggskepp för sjunde slagskeppsdivisionen under ledning av konteramiral Robert Coontz.

### Mellankrigstiden

#### 1919–1924

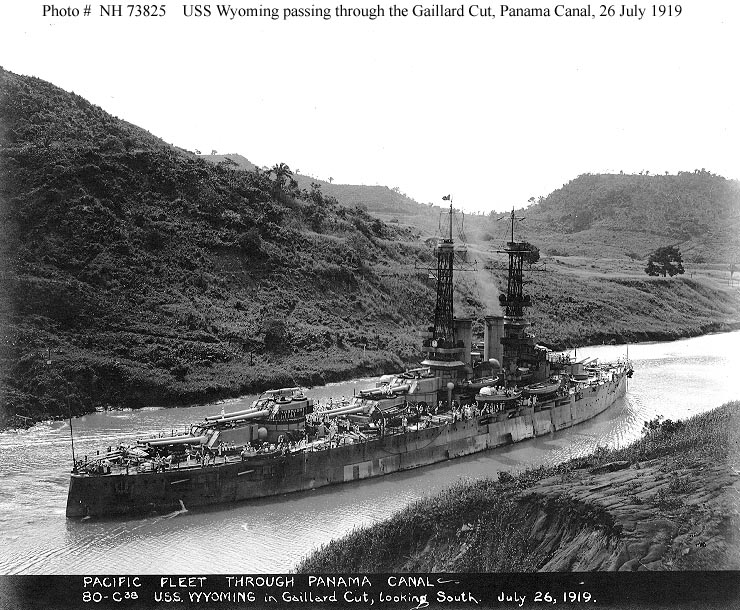
Wyoming passerar Panamakanalen den 26 juli 1919

Den 1 februari lämnade Wyoming New York för att delta i den årliga flottmanövern utanför Kuba och återvände till New York den 14 april. Den 12 maj lämnade hon hamnen för att hjälpa till att vägleda en grupp Curtiss NC-flygbåtar från flottan när de genomförde den första transatlantiska överfarten. Slagskeppet var tillbaka i hamn den 31 maj. Därefter tog hon emot en besättning av aspiranter för en utbildningskryssning utanför Chesapeake Bay och Virginia Capes. Efter avslutad kryssning gick Wyoming in i torrdocka vid Norfolk Navy Yard den 1 juli för en modernisering för tjänstgöring i Stilla havet. Hennes sekundära batteri reducerades till sexton 127 mm kanoner. Efter att ha kommit ut från varvet blev hon flaggskepp för sjätte slagskeppsdivisionen i den nyutnämnda Stillahavsflottan. Den 19 juli lämnade Wyoming och resten av Stillahavsflottan östkusten med destination Stilla havet. Fartygen passerade Panamakanalen senare samma månad och nådde San Diego i Kalifornien den 6 augusti.
Den 9 augusti flyttade Wyoming till San Pedro, där hon var stationerad under den följande månaden. Hon färdades till Puget Sound Navy Yard för en översyn som varade till den 19 april 1920. Den 4 maj var hon tillbaka i San Pedro och återupptog sin normala rutin med flottövningar utanför Kaliforniens kust. Den 30 augusti lämnade Wyoming Kalifornien för Hawaii, där hon deltog i fler träningsövningar fram till september. Därefter återvände hon till San Diego den 8 oktober för fler manövrar utanför västkusten. Fartyget lämnade San Francisco den 5 januari 1921 för en kryssning till central- och sydamerikanska vatten; resan kulminerade i Valparaíso, Chile, där hon granskades av Chiles president Arturo Alessandri Palma den 8 februari. Wyoming återvände sedan norrut och anlände till Puget Sound för reparationer den 18 mars.
Den 2 augusti var Wyoming i Balboa i kanalzonen, där hon hämtade konteramiral Rodman och en grupp som reste från Peru tillbaka till New York. Hon anlände till New York den 19 augusti och anslöt sig åter till Atlantflottan. Där blev hon flaggskepp för amiral Hilary P. Jones, befälhavare för Atlantflottan. Wyoming tillbringade de följande tre och ett halvt åren med den normala rutinen med vinterövningar utanför Kuba, följt av sommarmanövrar utanför USA:s östkust. Under hela perioden tjänstgjorde hon som flaggskepp för viceamiralerna John McDonald, Newton McCully och Josiah McKean i Spaningsflottan. Sommaren 1924 genomförde hon en utbildningskryssning för aspiranter till Europa och stannade till i Torbay i Storbritannien, Rotterdam i Nederländerna, Gibraltar och Azorerna. I januari och februari 1924 genomförde marinen samtidigt flottövningarna Fleet Problem II, III och IV. Under FP IV-delen av övningarna tjänstgjorde Wyoming i den "blå" styrkan, som representerade den amerikanska flottan. Hon attackerades av "svarta" flygplan, men domarna bedömde att Wyomings luftvärnseld och de eskortjaktplan som Langley ställde till förfogande på ett effektivt sätt försvarade flottan.

#### 1925–1930

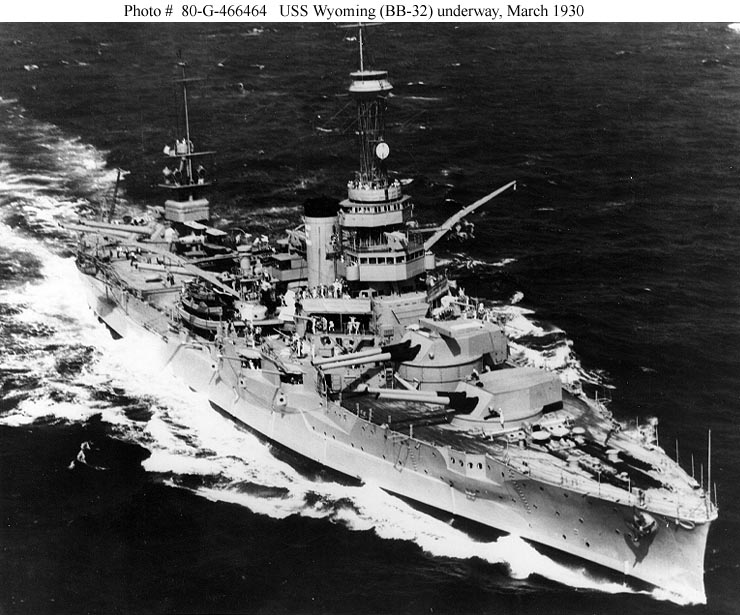
Wyoming i mars 1930

Den 14 februari 1925 passerade Wyoming återigen genom Panamakanalen för att återvända till Stilla havet. Där deltog hon i flottans övningar utanför Kalifornien. Därefter fortsatte hon till Hawaii, där hon stannade från slutet av april till början av juni. Hon besökte San Diego den 18-22 juni och återvände sedan till östkusten via Panamakanalen och anlände till New York den 17 juli. En kryssning till Kuba och Haiti följde, varefter Wyoming återvände till New York Navy Yard för en översyn som varade från den 23 november till den 26 januari 1926. Under denna period kom dåvarande kommendörkapten William F. Halsey, Jr. ombord som fartygets verkställande officer; han tjänstgjorde på Wyoming till den 4 januari 1927.
Wyoming återgick sedan till rutinen med vinterövningar i Västindien och träningskryssningar på sommaren. I slutet av augusti färdades fartyget till Philadelphia för en omfattande modernisering. Hennes gamla koleldade pannor ersattes med nya oljeeldade modeller och torpedskydd lades till för att förbättra hennes motståndskraft mot skador under vattnet. Arbetet avslutades den 2 november, varefter Wyoming genomförde maskintester på väg till Kuba och Jungfruöarna. Hon var tillbaka i Philadelphia den 7 december, och två dagar senare återvände hon till sin post som flaggskepp för Spaningsflottan, under viceamiral Ashley Robertsons flagg.
Wyoming tillbringade de följande tre åren i Spaningsflottan. Hon genomförde utbildningskryssningar med kadetter från olika universitet, däribland Yale, Harvard, Georgia Tech och Northwestern. Dessa kryssningar gick över hela Atlanten, bland annat till Mexikanska golfen, Azorerna och Nova Scotia. Under en av dessa kryssningar i november 1928 plockade Wyoming upp åtta överlevande från det havererade ångfartyget SS Vestris; hon tog dem till Norfolk den 16 november. Den 19 september 1930 överfördes Wyoming från Spaningsstyrkan till andra slagskeppsdivisionen, där hon blev konteramiral Wat T. Cluverius flaggskepp. Hon tjänstgjorde här fram till den 4 november, då hon drogs tillbaka från fronttjänst och blev flaggskepp för Träningsskvadronen, under konteramiral Harley H. Christys flagg. Därefter genomförde hon en utbildningskryssning till Mexikanska golfen.

#### 1931–1941

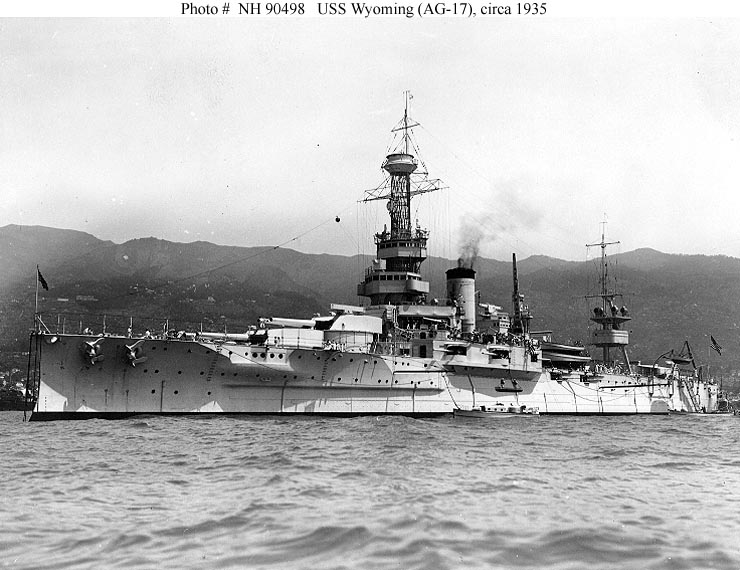
Wyoming 1935, efter hennes omklassifiering till skolfartyg

Efter att ha återvänt till Philadelphia den 1 januari 1931 fick Wyoming ett reducerat uppdrag. Enligt villkoren i Londonfördraget, som undertecknats året innan, skulle Wyoming demilitariseras. Under demilitariseringen avlägsnades hennes torpedskydd, sidopansar och hälften av hennes huvudbatterikanoner. Hon var åter i tjänst i maj, och den 29 maj tog hon emot en besättning av aspiranter från Annapolis för en utbildningskryssning till Europa, som inleddes den 5 juni. Under resan den 15 juni räddade Wyoming den havererade ubåten O-12 och bogserade den till Queenstown i Nordirland. Under sin resa i Europa stannade hon till i Köpenhamn, Danmark, Greenock, Skottland, Cadiz, Spanien och Gibraltar. Fartyget var tillbaka i Hampton Roads den 13 augusti. Under kryssningen omklassificerades Wyoming till "AG-17" för att återspegla sin nya roll som utbildningsfartyg.
Wyoming tillbringade de följande fyra åren med att genomföra utbildningskryssningar för kadetter och NROTC-kadetter till olika destinationer, bland annat europeiska hamnar, Karibien och Mexikanska golfen. Den 18 januari 1935 transporterade hon 2:a bataljonen, 4:e marinregementet, från Norfolk till Puerto Rico för amfibieövningar. Den 5 januari 1937 lämnade fartyget Norfolk och ångade till Stilla havet via Panamakanalen. Hon deltog i fler amfibieanfallsövningar och skytteövningar på San Clemente Island. Den 18 februari, under övningarna, exploderade en 127 mm granatkartesch när den laddades i en av hennes kanoner. Explosionen dödade sex marinkårssoldater och skadade ytterligare elva. Wyoming ångade omedelbart till San Pedro och överförde de skadade marinsoldaterna till sjukhusfartyget Relief.
Den 3 mars lämnade Wyoming Los Angeles med kurs mot Atlanten. Hon nådde Norfolk den 23 mars, där hon tjänstgjorde som tillfälligt flaggskepp för konteramiral Wilson Brown, befälhavare för Träningsskvadronen, från den 15 april till den 3 juni. Den 4 juni lämnade hon hamnen för att genomföra en långresa till Kiel, Tyskland, där hon anlände den 21 juni. Där besökte hon Admiral Graf Spee. Hon lämnade Tyskland den 29 juni med stopp i Torbay, Storbritannien, och Funchal, Madeira, och anlände till Norfolk den 3 augusti. Wyoming återupptog sina uppgifter som skolfartyg för reservförband inom flottan. Hon återvände till Norfolk Navy Yard för en översyn som varade från den 16 oktober till den 14 januari 1938.
Wyoming genomförde sin typiska rutin med träningskryssningar i Atlanten under hela 1941. Kryssningarna omfattade en ny Europaresa 1938; hon tog aspiranterna till Le Havre i Frankrike, Köpenhamn och Portsmouth. Efter andra världskrigets utbrott i Europa i september 1939 tilldelades Wyoming en marinreservstyrka i Atlanten, tillsammans med slagskeppen New York, Arkansas och Texas samt hangarfartyget Ranger. Wyoming blev den 2 januari 1941 flaggskepp för konteramiral Randall Jacobs, befälhavare för tränings- och patrullstyrkan. I november blev Wyoming ett skytteutbildningsfartyg. Hennes första kryssning i denna nya roll började den 25 november; hon kryssade utanför Platt's Bank i Mainebukten när hon fick besked om den japanska attacken mot Pearl Harbor den 7 december.

### Andra världskriget

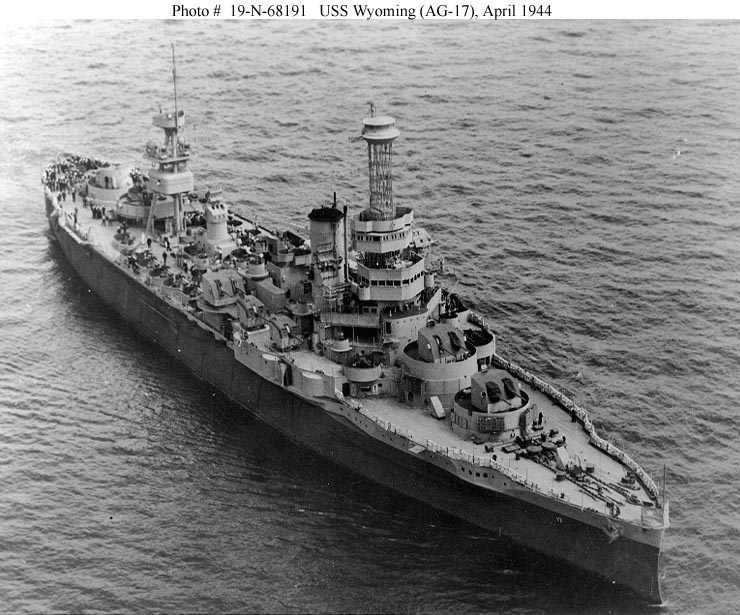
Wyoming i april 1944

Efter USA:s inträde i andra världskriget utförde Wyoming sina normala uppgifter som skytteutbildningsfartyg vid Operational Training Command, United States Atlantic Fleet från och med februari 1942. Hon opererade främst i Chesapeake Bay-området, och frekventa observationer av fartyget som ångade runt bukten gav henne smeknamnet "Chesapeake Raider". Wyoming var mycket upptagen och utbildade tusentals luftvärnsskyttar på vapen som varierade från 12,7 mm kulsprutor till 127 mm kanoner för den snabbt expanderande amerikanska flottan. I början av kriget övervägde flottan kortvarigt att konvertera Wyoming tillbaka till sin slagskeppskonfiguration, men beslutade sig för att inte genomföra planen.
Dessa uppgifter fortsatte under resten av kriget. Wyoming moderniserades på Norfolk Navy Yard från den 12 januari till den 3 april 1944. Vid ombyggnaden avlägsnades de sista av hennes tre 305 mm kanontorn och ersattes med fyra dubbla och två enkla slutna fästen för 127 mm/38-kalibriga kanoner. Ny eldledningsradar installerades också. Dessa modifieringar gjorde det möjligt för Wyoming att utbilda luftvärnsskyttar med den modernaste utrustningen som de skulle använda under strid med flottan. Hon var åter i tjänst i Chesapeake Bay den 10 april. Under krigets gång utbildade Wyoming uppskattningsvis 35 000 skyttar på sju olika typer av kanoner: 127 mm, 76 mm, 28 mm, 40-millimeter, 20-millimeter, samt 12,7 mm och 7,62 mm kulsprutor. På grund av sin omfattande användning som skytteutbildningsfartyg gjorde hon anspråk på utmärkelsen att avfyra mer ammunition än något annat fartyg i flottan under kriget.
Wyoming avslutade skytteutbildningen i Chesapeake-området den 30 juni 1945 och lämnade då Norfolk för New York Navy Yard för ytterligare modifieringar. Arbetet avslutades den 13 juli, varefter hon färdades till Casco Bay. Där anslöt hon sig till Composite Task Force 69 (CTF 69) under befäl av viceamiral Willis A. Lee. Wyoming fick i uppdrag att utveckla taktik för att mer effektivt bekämpa de japanska kamikaze-flygplanen. Kanonisterna genomförde experimentella skjutövningar med drönarflygplan och radiostyrda mål. Den 31 augusti bytte CTF 69 namn till Operational Development Force, United States Fleet.
Wyoming fortsatte i denna enhet till slutet av kriget och började användas för att testa ny eldledningsutrustning. Sommaren 1946 kom dåvarande fänrik Jimmy Carter, USA:s framtida president, ombord som en del av den sista besättningen på det gamla slagskeppet. Den 11 juli 1947 gick Wyoming in i Norfolk och togs ur bruk där den 1 augusti. Hennes besättning överfördes till det före detta slagskeppet Mississippi (AG-128), som också tjänstgjorde i skytteutbildningsenheten. Wyoming ströks ur flottans register den 16 september och såldes för skrotning den 30 oktober. Hon anlände den 5 december till New York, där hon demonterades av Lipsett, Incorporated.